# 西鉄600形電車 (軌道)
西鉄600形電車（にしてつ600がたでんしゃ）は、かつて西日本鉄道が所有していた路面電車路線である北九州線に在籍した電車。1950年から1953年にかけて製造され、北九州線が廃止になった2000年まで使用された。

## 概要

### 構造
北九州線開業時から在籍し、老朽化が進んでいた木製電車（1形・35形）の置き換え用として導入された車両。新潟鐵工所、川崎車輌、近畿車輛の3社によって製造が行われた。
車体は単行運転に対応した両運転台式で、雨樋が屋根上に設置された張り上げ屋根を始めとする、66形電車で好評を博した新車体のデザインが引き続き採用された。乗降扉は両側面の車端部に2箇所設置され、車内の座席はロングシートであった。製造メーカーによって台車が異なり、新潟鐵工所（NT-S）と川崎車輌製（600）車両の台車はK-10系、近畿車輛製車両は軸箱支持機構にウイングばねを用いた住友金属工業製のFS-51形が使われた。主電動機は全車とも東洋電機製造製のTDK-524-2C形（45 kw）で、各台車の車体中央寄りの車軸を駆動した。

### 主要諸元
| 600形 主要諸元 | 600形 主要諸元 | 600形 主要諸元 | 600形 主要諸元 | 600形 主要諸元 | 600形 主要諸元 |
| -------------- | -------------- | -------------- | -------------- | -------------- | -------------- |
| 車両番号       | 601-605        | 606-610        | 611-635        | 636-643        | 644-650        |
| 製造年         | 1950           | 1950           | 1952           | 1952           | 1953           |
| 製造所         | 新潟鐵工所     | 川崎車輌       | 近畿車輛       | 新潟鐵工所     | 近畿車輛       |
| 重量           | 16.6t          | 16.6t          | 16.3t          | 16.6t          | 16.3t          |
| 台車           | 新潟 NT-S      | 川崎 600       | 住友 FS-51     | 新潟 NT-S      | 住友 FS-51     |
| 備考           |                |                |                |                |                |

## 改造

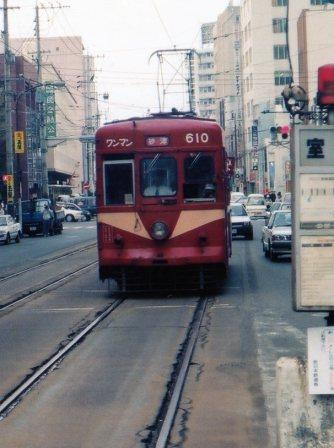
610（非冷房車）

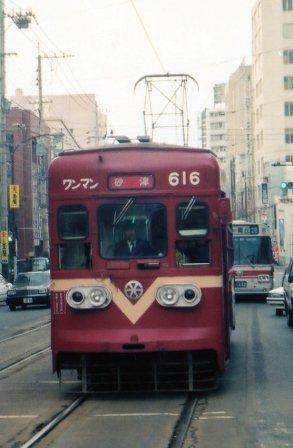
616（非冷房車、前照灯・尾灯位置変更）

営業運転開始以降、600形は機器の交換、窓枠の変更など多岐にわたる改造・変更が実施された。
- 集電装置の変更 - 登場当時の600形は集電装置にポールを使用していたが、1954年5月以降ビューゲルへと交換され、更に1958年5月からはパンタグラフとなり、以降は路線廃止までその状態が維持された[9]。

- 更新工事 - 1958年以降、全車に対して窓枠のアルミ製部品への交換、車内照明の蛍光灯化などの更新工事が施された[6][9]。

- ワンマン化改造 - 1970年5月から1971年7月にかけて全車に対してワンマン運転への対応工事が行われた。内容は前面方向幕の大型化、中央窓下部への通風孔の設置および窓枠のHゴム化、ワイパーの設置、乗降扉の自動ドアへの交換、車体右側への方向幕やスピーカーの設置、車内への放送装置やベル、自動両替機、整理券・乗換券発行器の搭載、電源用電動発電機（MG）や蓄電池の装備など多岐にわたった[3][6]。

- 冷房化に先立つ諸改造 - 1981年から1985年にかけて、大部分の車両に対して空調装置の搭載を前提とした改造が実施された。骨組の強化や側窓上部のHゴム化（バス窓化）に加え、後期に改造された車両については前照灯・尾灯のシールドビーム各2灯化および位置変更、正面窓幅や方向幕の拡大、床面の鋼板化、モケットの張替えなど大規模な工事が行われた。また後期に改造された車両は前面両側のシールドビームの間に新たに社章が取り付けられた。

- 冷房化改造 - 1986年から1989年にかけて、下記の車両に対して空調装置が搭載され、屋根上に、冷却機ユニットと、冷媒圧縮機・専用電源MGを収容した機器箱が設置された[10]。同時に塗装が白地に朱色帯・青帯のデザインへと変更された[10]。これらの冷房化車両は全て近畿車輛製であり、台車の強度がその要因とされている[3][11]。塗装変更時には車体側面の社章の位置が変更されたが、シールドビーム化改造車の前面の社章はそのままとされた。その後、1997年以降に残った車両については、同年1月のVI導入に伴い前面の社章が撤去され、側面の社章はVIに変更された。

| 600形 冷房化車両 | 600形 冷房化車両 | 600形 冷房化車両                            |
| 改造日           | 改造日           | 車両番号                                    |
| ---------------- | ---------------- | ------------------------------------------- |
| 1986年           | 4月30日          | 611、612、619                               |
| 1986年           | 7月7日           | 646                                         |
| 1987年           | 6月17日          | 614、617、620、623、624、628、647、648、649 |
| 1987年           | 6月30日          | 622                                         |
| 1987年           | 7月3日           | 631                                         |
| 1988年           | 4月9日           | 629                                         |
| 1988年           | 5月9日           | 612                                         |
| 1988年           | 5月20日          | 625                                         |
| 1988年           | 6月2日           | 621                                         |
| 1989年           | 7月14日          | 634、650                                    |

## 運用
1950年から製造が始まり、翌1951年から営業運転に使用された。1953年までに50両が導入され、北九州線に残存していた木造電車の大半が福岡市内線へと転属し、同線で使用されていた2軸車を置き換えた。
利用客の急増に伴い1953年以降の新型車両は連接車（1000形）となったが、1960年代以降の利用客減少により連接車の譲渡や廃車が相次いだ一方、ボギー車の600形はワンマン化改造を経て引き続き主力として活躍する事となり、1985年10月20日に実施された第一次廃止でも4両が廃車となっただけであった。しかし、1992年10月25日の第二次廃止に伴い在籍車両の半数以上、冷房車を含んだ37両が一気に廃車となり、以降運用に就いたのは冷房化工事を受けた9両（611、619、621、622、625、632、635、646、649）のみとなった。その後は632、635が1998年に廃車となったため、北九州線自体が廃止となった2000年11月26日の時点で在籍していたのは7両であった。

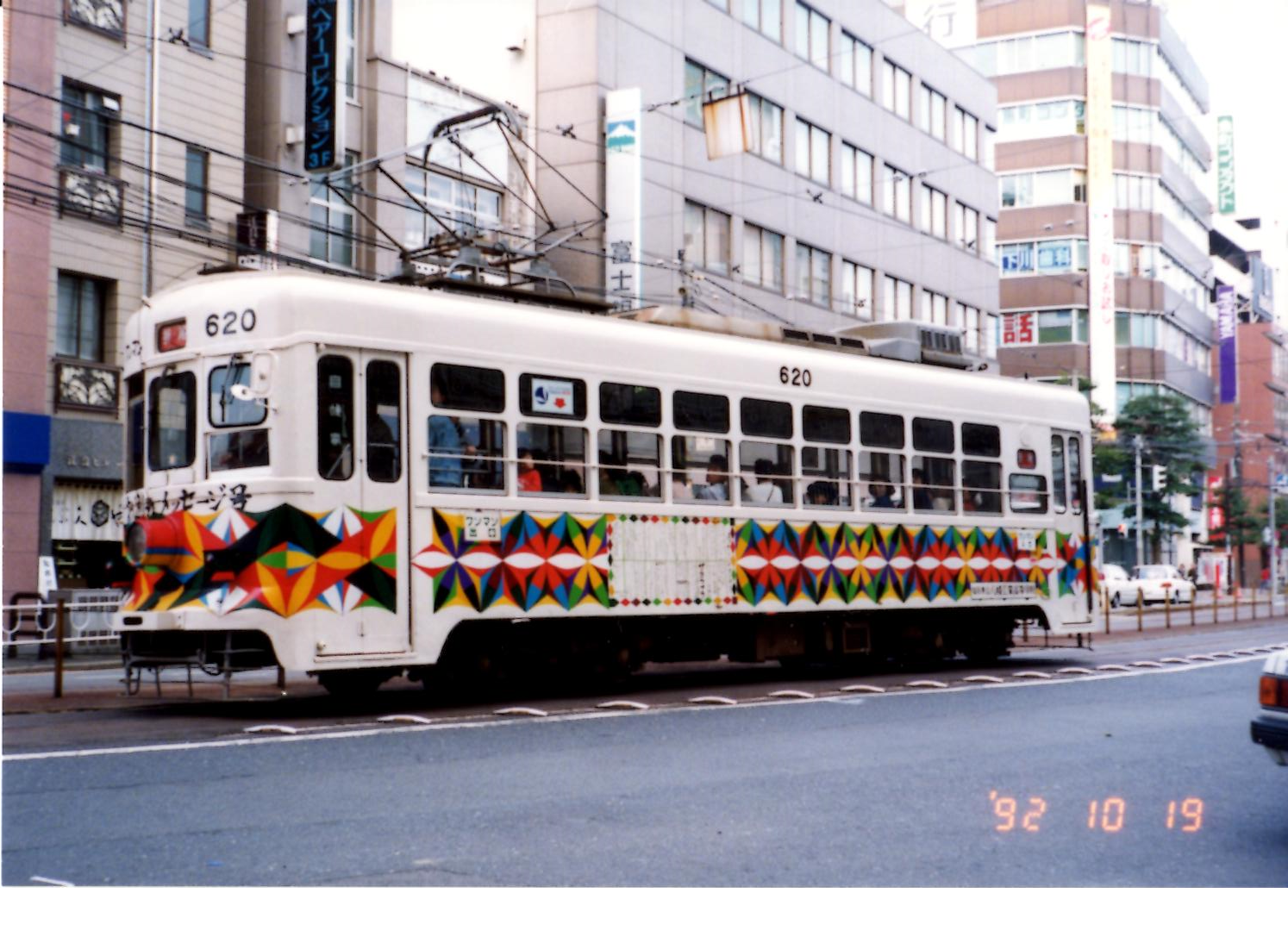
第2次廃止時に運行された「お別れメッセージ号」（620、1992年撮影）
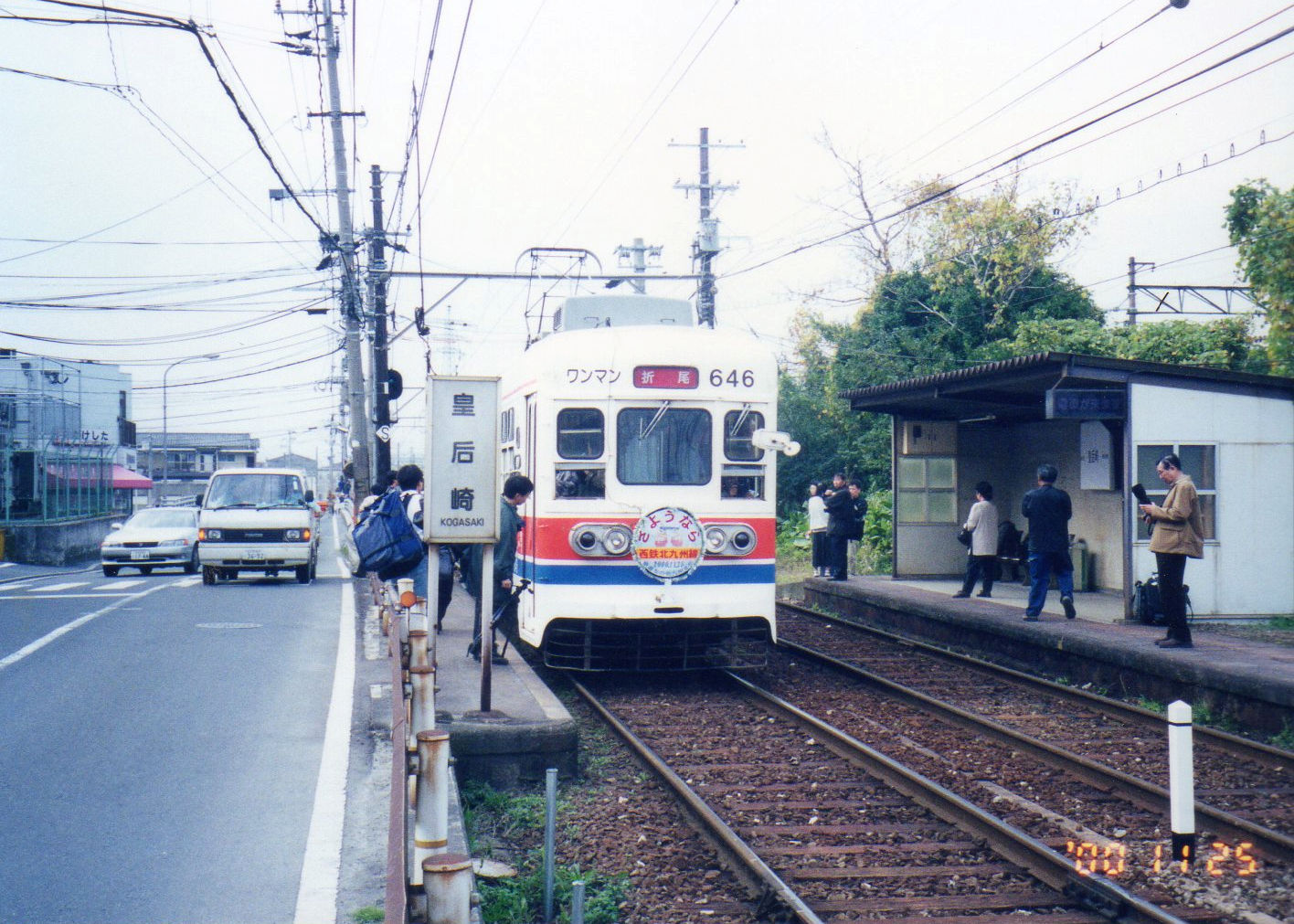
全面廃止直前の皇后崎停留場に停車する646（2000年11月24日撮影）

## 保存・転用

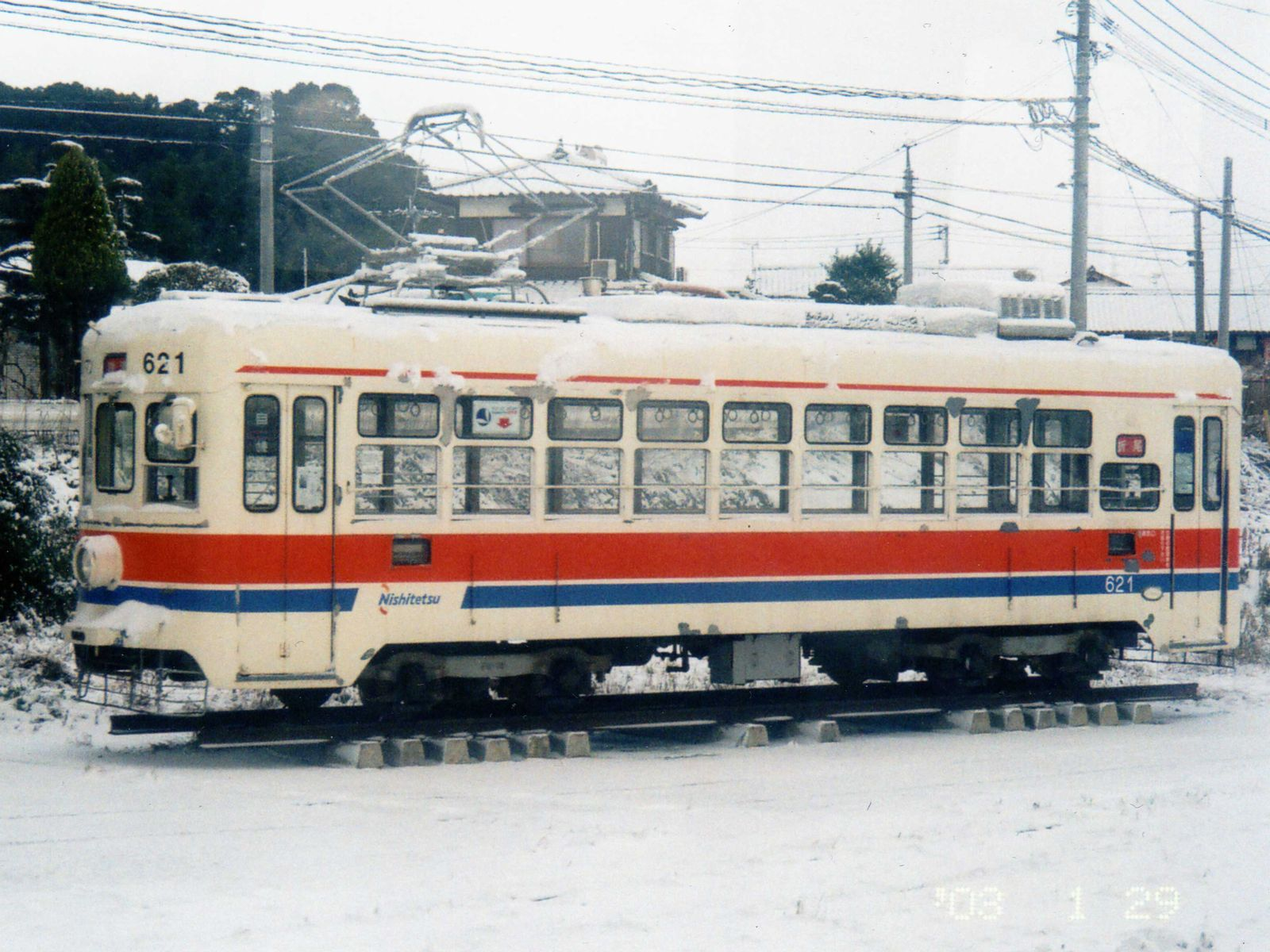
筑前山家駅構内に保存されていた頃の621（2003年撮影）

北九州線廃止まで残存し、折尾発黒崎駅前行きの最終列車に使用された621（1952年3月製）は、翌2001年に結成された北九州線車両保存会に引き渡された。2012年以降は西鉄北方線で使用されていた324と共に香椎花園の「レトロ電車パーク」へ移設され、さらに香椎花園の閉園後は北九州線車両保存会の保存車両ヤード福岡に移動の上、
共に静態保存されている。保存に当たり車体上半分をベージュ、下半分をマルーンとした旧塗装が再現されているほか、機器についても北九州車両保存会によって整備が行われており、尾灯やワイパー、方向幕、自動扉などが稼働可能となっている。
また、同じく廃止まで残存していた611についても廃止後に京都郡苅田町にある幼稚園で静態保存され、2018年以降は北九州線車両保存会による修復作業が実施されている。
一方、車両自体が鉄道事業者へ譲渡された事例は存在しないが、台車や主要機器に関しては長崎電気軌道1800形（台車、主電動機）を始め他社の車両に流用されており、621の主電動機や空気圧縮機も長崎電気軌道への譲渡が行われている。